# Чудовище (рассказ)
«Чудовище» (англ. The Monster) — рассказ американского писателя Стивена Крейна (1871 — 1900), впервые изданное в журнале «Харперс Мэгэзин» в августе 1898 года. Позже включён в последний прижизненный сборник рассказов автора «Чудовище и другие рассказы» («The Monster and Other Stories», 1899). В произведении мастерски раскрыт вопрос предрассудков, страха и изоляции в маленьком городке.

## Сюжет
События происходят в вымышленном городке Вайломвиль (Нью-Йорк), прототипом которого был Порт-Джервис (городок, в котором Стивен Крейн провел свое детство). Конюх городского врача мистера Трескотта афроамериканец Генри Джонсон получает очень сильные ожоги, спасая сына владельца от пожара, который произошел в доме хозяина. Городок не может принять уродливого изменения внешности Генри и называет его «Чудовищем». Врач всячески заботится о бывшем конюхе, предоставляя ему убежище и помощь. Он остается верным принципам человечности и морали даже тогда, когда окружающие жители осудили его решение и начали избегать членов его семьи.

## Проблематика
Поднятые в произведении темы — страх и мужество, жертвенность и готовность общества ответственно и осмысленно принять ее, уродство и деформируемость, вопрос сочувствия, толерантности, изоляции обществом — возникают и в других произведениях писателя, оставаясь и до сих пор актуальными для любого общества. Как и в других рассказах, в «Чудовище» есть черты импрессионизма и имажизма.

## Экранизации
В 1959 году — фильм «Лицо огня» («Face of Fire», США), режиссер — Альберт Бэнд.